# 1565 en littérature
| Années de la littérature : 1562 - 1563 - 1564 - 1565 - 1566 - 1567 - 1568    |
| Décennies de la littérature : 1530 - 1540 - 1550 - 1560 - 1570 - 1580 - 1590 |

Cet article présente les faits marquants de l'année 1565 en littérature.

## Événements
- 31 octobre : le poète le Tasse arrive à Ferrare ; il entre au service du cardinal d’Este et devient ensuite un membre très en vue de la cour du duc Alphonse II, frère du cardinal[1].

## Parutions
- Commentaires de l’état de la religion et de la république sous les rois Henri & François seconds & Charles neuvième, de Pierre de La Place[2].
- Publication à Venise du Choulhan Aroukh, code de Loi juive rédigé par Joseph Karo[3].

- La Bergerie, recueil de poèmes de Rémi Belleau, publié à Paris chez Gilles Gilles[4].

## Décès
- Lope de Rueda, dramaturge et poète espagnol.